# MOULD (игра)

страница редактируется